# Cozola geometrica
Cozola geometrica är en fjärilsart som beskrevs av Semper 1899. Cozola geometrica ingår i släktet Cozola och familjen tofsspinnare. Inga underarter finns listade i Catalogue of Life.